# César Ramírez Gronert
César Ramírez Gronert (Trujillo, 1 de mayo de 1993) es un nadador peruano, especialista en estilo espalda.
Se inició en la natación a la edad de 8 años.
La Municipalidad Provincial de Trujillo a cargo del Coronel y Exalcalde Elidio Espinoza Quispe, reconocieron a Ramírez otorgándole el diploma al Mérito Club MPT.  por su destacada labor de representar a Trujillo en las actividades deportivas nacionales e internacionales. Representando como estudiante atleta en el organismo público descentralizado adscrito al Ministerio de Educación del Perú. 
El 10 de agosto del 2018, compitió en 100 metros espalda, estableciendo plusmarcas dentro de la eliminatoria 2 en un tiempo de 1:01.94 quedando 9.º en su eliminatoria y 67.º en la ubicación general del Torneo Novel Máster organizado por la Federación Peruana de Natación.
| Nacional e Internacional | Nacional e Internacional | Nacional e Internacional | Nacional e Internacional |
| Año                      | Lugar                    | Medalla                  | Prueba                   |
| ------------------------ | ------------------------ | ------------------------ | ------------------------ |
| 2018                     | Perú                     | Medalla de oro           | 50 m espalda             |
| 2018                     | Perú                     | Medalla de oro           | 100 m espalda            |
| 2019                     | Perú                     | Medalla de plata         | 50 m espalda             |

## Récords
- 50 m espalda (28,48)  Lima, Perú.
- 100 m espalda (1:01,35)  La Libertad, Perú.